# Ouanguié
Ouanguié est une localité rurale de la région d'Agnéby-Tiassa en Côte d'Ivoire. Village administrativement rattaché à la commune d'Agboville,.